# 挑戰星期天
是一部1999年的美國運動電影，導演為奧利華·史東，主題在於描寫一個職業美式足球隊伍。這部電影採取群戲方式演出，演員包括阿爾·柏仙奴、金美倫·戴雅絲、丹尼斯·奎爾、占美·霍士、占士·活士、LL Cool J、安瑪-格麗特、勞倫·霍莉、馬修·莫汀、約翰·C·麥金利、查爾登·希士頓、比爾·貝拉米、萊拉·羅尚、阿朗·艾格、伊莉莎白·柏克莉、馬帝·懷特，以及NFL球員吉姆·布朗與勞倫斯·泰勒。本片部分是根據著名的NFL防守端鋒帕特·圖美的小說《On Any Given Sunday》改編而成。

## 演員
- 阿爾·柏仙奴 飾 Tony D'Amato
- 金美倫·戴雅絲 飾 Christina Pagniacci
- 丹尼斯·奎爾 飾 Jack "Cap" Rooney
- 占士·活士 飾 Dr. Harvey Mandrake
- 占美·霍士 飾 "Steamin" Willie Beamen
- LL Cool J 飾 Julian "J-Man" Washington
- 安瑪-格麗特（英语：Ann-Margret） 飾 Margaret Pagniacci
- 勞倫·霍莉（英语：Lauren Holly） 飾 Cindy Rooney
- 勞倫斯·泰勒（英语：Lawrence Taylor） 飾 Luther "Shark" Lavay
- 吉姆·布朗 飾 Montezuma Monroe
- 阿朗·艾格 飾 Nick Crozier
- 馬修·莫汀 飾 Dr. Oliver "Ollie" Powers
- 約翰·C·麥金利 飾 Jack Rose
- 萊拉·羅尚（英语：Lela Rochon） 飾 Vanessa Struthers
- 伊莉莎白·柏克莉（英语：Elizabeth Berkley） 飾 Mandy Murphy
- 查爾登·希士頓 飾 Commissioner
- 克利夫頓·戴維斯（英语：Clifton Davis） 飾 Mayor Tyrone Smalls

## 外部連結
- 互联网电影数据库（IMDb）上《Any Given Sunday》的资料（英文）
- 爛番茄上《Any Given Sunday》的資料（英文）